# Greenville, New Hampshire
Greenville är en kommun (town) i Hillsborough County i delstaten New Hampshire, USA med 2 105 invånare (2010). 

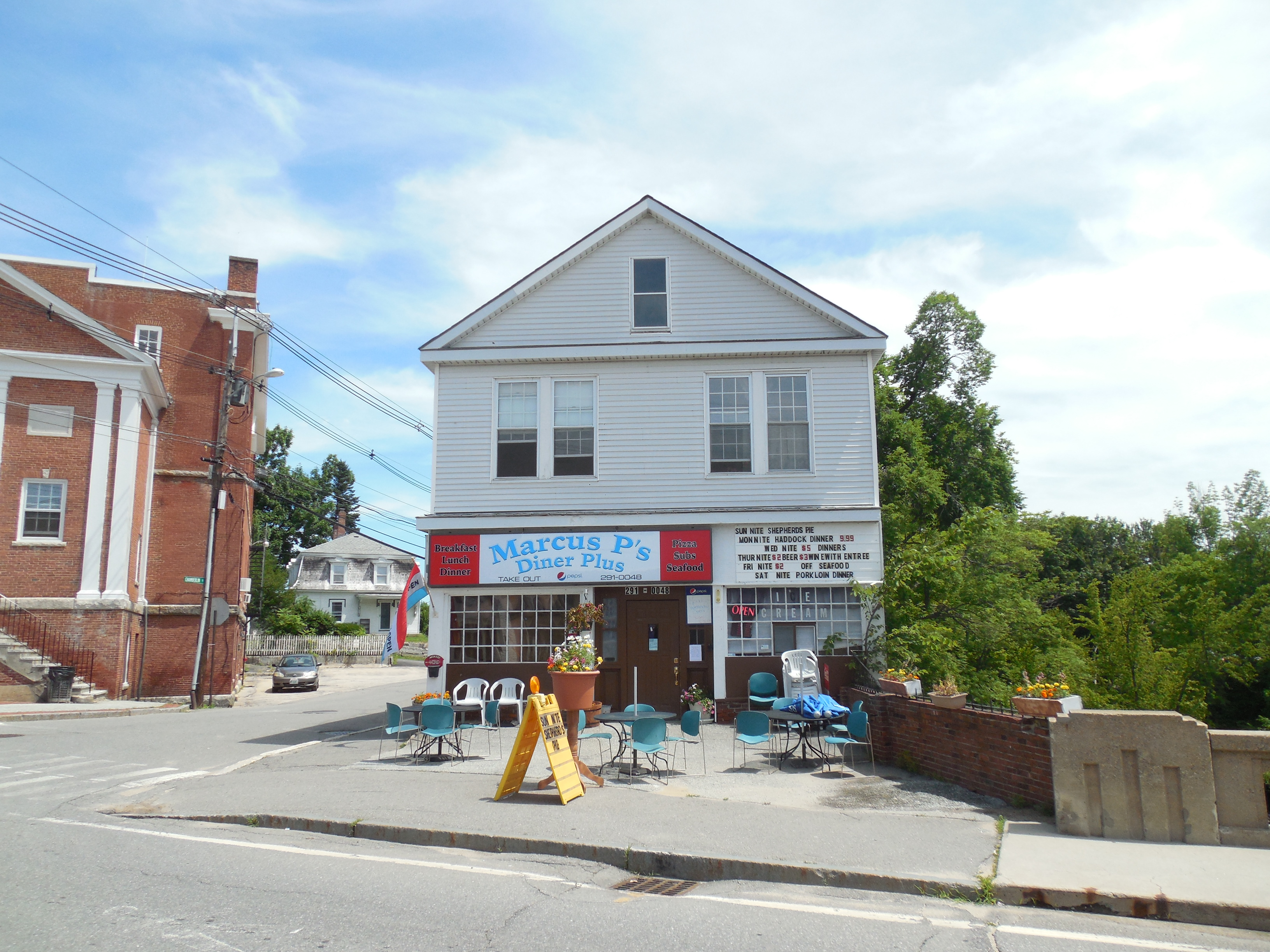